# Žene u Hrvatskoj
Žene Hrvatskoj čine polovinu hrvatskog stanovništva i u suvremenoj hrvatskoj kulturi su uglavnom jednake muškarcima.

## Demografija
Prema popisu stanovništva u Hrvatskoj iz 2011. godine, u Hrvatskoj ima 2,218,554 žena od ukupno 4,284,889 stanovnika. Omjer spolova iznosi 1,06 muškaraca po 1 ženi između porodu i 14 godina starosti, a 0,99 muškaraca po 1 ženi u dobi između 15 i 64 godine. U dobi iznad 64 godine je omjer 0,64 muškarca po 1 ženi. Omjer ukupne populacije iznosi 0,93 muškarca po 1 ženi. Očekivani životni vijek za žene u Hrvatskoj je 80,1 godina.
U 2008. godini, glavni uzrok smrti kod žena u Hrvatskoj bile su kardiovaskularne bolesti (57,2%), a slijede ih tumori (21,4%). Ostali značajni uzroci smrti su ozljede, trovanja i drugi vanjski uzroci (3,9%), bolesti probavnog sustava (3,6%), bolesti dišnog sustava (3,5%) i endokrini, prehrambeni i metaboličke bolesti (3,0%).

## Poznate žene u Hrvatskoj
Hrvatska povijest bilježi nekoliko poznatih žena u Hrvatskoj.
Za vrijeme borba protiv Turaka istakle su se dvije hrvatske mučenice: Mila Gojsalić i Diva Grabovčeva. Jelena Nelipčić je kraljica Bosne. Beatrica Frankopan je bila plemkinja, a brakom je postala nasljednica dvorca Hunjadi. Ana Katarina Zrinski, također iz frankopanske obitelji, bila je plemkinja, zapamćena kao mecena umjetnosti, pisaca i domoljuba. Njezina kći, Jelena Zrinski, smatra se nacionalnom junakinjom. 
U umjetnosti, Ivana Brlić-Mažuranić je ostala zapamćena kao najbolji hrvatski pisac za djecu. Slava Raškaj je slikarica koja se smatra najvećim hrvatskim akvarelistom od kraja 19. i početka 20. stoljeća. Dora Pejačević bila je jedan od skladatelja koji su uveli orkestralne pjesme u hrvatsku glazbu, a Paula Preradović je napisala riječi za austrijsku himnu "Land der Berge, Land am Strome". Marija Jurić Zagorka bila je prva profesionalna novinarka i najčitanija hrvatska književnica. Pokrenula je i uređivala Ženski list, prvi hrvatski časopis za žene i Hrvaticu. Borila se protiv društvene diskriminacije, mađarizacije i germanizacije te za prava žena. 
U hrvatskoj političkoj povijesti je Savka Dabčević-Kučar postala jedan od najutjecajnijih hrvatskih političarki tijekom komunističkog režima.
Ukupno je 5 žena iz Hrvatske Katolička Crkva proglasila blaženim. To su: Katarina Kosača-Kotromanić, Ozana Kotorska, Jula Ivanišević, Bernadeta Banja i Marija Petković.

## Žene u Hrvatskoj vojsci
U Hrvatskoj vojsci ženama je dozvoljeno ravnopravno sudjelovanje s muškarcima. U Domovinskom ratu aktivno je sudjelovalo 23.080 žena što je oko pet posto ukupnog broja hrvatskih branitelja iz Domovinskog rata. Ako se toj brojci dodaju i žene koje su na razne posredne načine pomagale obranu od velikosrpske agresije na RH, onda je ta brojka još veća. U ratu je poginulo 127 žena, a njih 1113 su postale trajni invalidi. Samo u obrani Vukovara sudjelovalo je oko 400 žena.

## Pravni statusi
- Ravnopravnost spolova je dio 3. članka Ustava Republike Hrvatske.
- Pravobranitelj ravnopravnosti spolova i Ured za ravnopravnost spolova postoje od 2003. godine.[4]
- Pravo glasa za žene uvedeno je za vrijeme druge Jugoslavije, 11. kolovoza 1945.